# Дюна (графічний роман)
«Дюна» (англ. «Dune») — графічний роман від видавництва «Abrams Books», який є адаптацією культового роману «Дюна» Френка Герберта, від сценаристів Браяна Герберта і Кевіна Джеймс Андерсона та художників Рауль Аллена і Патрісії Мартін.
Графічний роман стане першою оригінальною адаптацією першоджерела від Френка Герберта у мистецтві мальописних історій.
Наприкінці серпня 2020 року стало відомом про випуск української версії коміксу видавництвом «Рідна мова».

## Синопсис
Дюна це історія про Пола Атріда, нащадка космічної династії, чия доля — стати рятівником, відомим як Квісац Гадерах. В результаті міжгалактичної політичної боротьби його сімейний будинок Атрід отримує під свою опіку пустельну планету Арракіс, посушливе місце, яке, однак, є єдиним джерелом рідкісного матеріалу у Всесвіті — меланж, або прянощі — який може живити космічні кораблі й виробляти психоделічні наркотичні переживання. Здається, що це хороша угода, але батькові Пола, Лето, доводиться боротися зі своїми жадібними суперниками в будинку Гарконненів, колишніми правителями Арракіса, які не хочуть так легко розлучитися зі своєю коронною коштовністю.

## Персонажі
- Пол Атрід — нащадок дому Атрідів.
- Леді Джессіка — мати Пола і коханка герцога Лето.
- Герцог Лето Атрід — керуючий небезпечною планетою Арракіс, джерелом прянощів.

## Створення
У жовтні 2019 року, Ендрю Сміт, старший віцепрезидент і видавець видавництва «Abrams ComicArts», оголосив про заплановану графічну адаптацію науково-фантастичного „шедевра“ Френка Герберта «Дюна» (1965), сценарій якого який буде адаптований Браяном Гербертом і Кевіном Джеймсом Андерсоном й проілюстрований Раулем Алленом і Патрісією Мартін. Угода на три книги, включаючи міжнародні права на переклади, була узгоджена Смітом і Чарльзом Кочманом, редакційним директором «Abrams ComicArts», з Джоном Сілберсаком з «Trident Media Group» і Мері Еліс Кір з представництва «Cine/Lit Representation». Кочман також буде редагувати графічні романи, разом з редакторкою Шарлоттою Грінбаум. Оригінальний роман буде адаптований у три частини, перша з яких вийде у жовтні 2020 року у палітурці та електронних виданнях, тиражем 100 000 надрукованих примірників. Відомий коміксист Білл Сенкевич створить логотип для серії та оригінальні малюнки для всіх трьох обкладинок.
У січні 2020 року видання «Entertainment Weekly» повідомило, що видавництво «Abrams Books» розробляє розділену на три частини графічну новелу, яка є адаптацією культового роману «Дюна» (1965), воно також стане першою адаптацією та виданням оригінального роману у такому форматі (хоч раніше вже й було випущено декілька коміксів пов'язаних з франшизою Дюна, проте вони є адаптацією саме фільму 1984 року Девіда Лінча). Графічний роман, все ще як і планувалось від початку, буде написаний Браяном Гербертом і Кевіном Джеймсом Андерсоном та проілюстрований Полом Алленом і Патріцією Мартін, з обкладинками від Білла Сенкевича. Також «Entertainment Weekly» опублікувало перші погляди на дизайн таких персонажів як: Пол Атрід, герцог Лето, леді Джессіка; з прийдешньої графічної новели, а також її промо-логотип.

## Публікація
Випуск першої книги запланований на 27 жовтня 2020 року.